# 雪のないクリスマス
「雪のないクリスマス」（ゆきのないクリスマス）は、1994年11月2日にリリースした田原俊彦の44作目のシングル。

## 背景
表題曲は、フジテレビ系『おはよう!ナイスデイ』のエンディングテーマに起用された。
田原が長年所属したジャニーズ事務所から独立し、個人事務所『DOUBLE T PROJECT』を設立後初シングル。

## 制作
作詞はダダ・ジョナサン（辻仁成）、作曲はUNI（春畑道哉）、サウンドプロデュースは、これまで田原の作品を手がけた船山基紀が担当した。
ポニーキャニオン制作ディレクターの羽島亨が、本作で初めてプロデューサーとクレジットされた。

## リリース
1994年11月2日に、ポニーキャニオンのNAVレーベルから発売された。

## 収録曲
| 全作詞: ダダ・ジョナサン、全作曲: UNI、全編曲: 船山基紀。 |                                          |                  |            |
| #                                                         | タイトル                                 | 作詞             | 作曲・編曲 |
| 1.                                                        | 「雪のないクリスマス」                   | ダダ・ジョナサン | UNI        |
| 2.                                                        | 「ときめきを どうもありがとう」          | ダダ・ジョナサン | UNI        |
| 3.                                                        | 「雪のないクリスマス」(Original Karaoke) | ダダ・ジョナサン | UNI        |